# Izmir Smajlaj
Izmir Smajlaj, né le 29 mars 1993 à Shkodër, est un athlète albanais, spécialiste du saut en longueur et du triple saut.

## Carrière
Il détient les records d'Albanie des deux disciplines, 8,03 m au saut en longueur et 16,30 m au triple saut, obtenus en 2016 à Elbasan.
Il participe aux Championnats du monde 2013 à Moscou et aux Championnats d'Europe 2014 à Zurich. Il se qualifie pour la finale du saut en longueur des Championnats d'Europe 2016 à Amsterdam. Il est sélectionné pour représenter l'Albanie aux Jeux olympiques de Rio.
Le 4 mars 2017, il devient le premier athlète d'Albanie à remporter un titre international majeur en s'imposant en finale des Championnats d'Europe en salle de Belgrade avec un saut à 8,08 m au 6e et dernier essai, devançant sur la même mesure le tenant du titre Suédois Michel Tornéus et l'Ukrainien Serhiy Nykyforov (8,07 m).

## Palmarès
| Date | Compétition                       | Lieu      | Résultat | Épreuve  | Marque |
| ---- | --------------------------------- | --------- | -------- | -------- | ------ |
| 2015 | Jeux Européens                    | Bakou     | 2e       | Longueur | 7,52 m |
| 2016 | Championnats d'Europe             | Amsterdam | 9e       | Longueur | 7,75 m |
| 2017 | Championnats des Balkans en salle | Belgrade  | 1er      | Longueur | 7,98 m |
| 2017 | Championnats d'Europe en salle    | Belgrade  | 1er      | Longueur | 8,08 m |
| 2018 | Championnats des Balkans en salle | Istanbul  | 1er      | Longueur | 7,80 m |
| 2018 | Jeux méditerranéens               | Tarragone | 4e       | Longueur | 7,85 m |
| 2018 | Championnats d'Europe             | Berlin    | 10e      | Longueur | 7,83 m |
| 2019 | Championnats des Balkans en salle | Istanbul  | 2e       | Longueur | 7,70 m |
| 2019 | Championnats des Balkans          | Pravetz   | 4e       | Longueur | 7,78 m |

## Records
| Épreuve          | Épreuve   | Marque      | Lieu     | Date         |
| ---------------- | --------- | ----------- | -------- | ------------ |
| Saut en longueur | Plein air | 8,11 m (NR) | Shkodra  | 22 juin 2019 |
| Saut en longueur | En salle  | 8,08 m (NR) | Belgrade | 4 mars 2017  |